# チャールズ・ゴードン (初代アボイン伯爵)
初代アボイン伯爵チャールズ・ゴードン（英語: Charles Gordon, 1st Earl of Aboyne PC、1681年3月没）は、スコットランド王国の貴族、政治家。カトリック信者だったため、長らく政界で出世できなかったが、1675年に初代ローダーデイル公爵ジョン・メイトランドを支持したため、1676年にスコットランド枢密院の枢密顧問官に任命された。
叙爵までチャールズ・ゴードン卿（Lord Charles Gordon）の儀礼称号を使用した。

## 生涯
第2代ハントリー侯爵ジョージ・ゴードンとアン・キャンベル（Anne Campbell、1594年 – 1638年、第7代アーガイル伯爵アーチボルド・キャンベルの娘）の四男として生まれた。1638年に母を失い、1639年に父と長兄ジョージがエディンバラで投獄され、さらにジョージが1645年7月のアルフォードの戦いで戦死、次兄ジェームズが1648年にフランスに逃亡したのち1649年2月にパリで死去、直後の1649年3月22日に父が処刑されるなど悲惨な幼年時代を過ごした。ゴードン自身は1644年から1648年まで三兄ルイスとともにアバディーンの学校に通っていたが、1649年にはストラスボギーで捕虜にされた。
父の死に伴い、三兄ルイスがハントリー侯爵位を継承したが、ハントリー侯爵家の領地はこのとき議会派に属する初代アーガイル侯爵アーチボルド・キャンベルに占領されていた。1650年にチャールズ・ステュアート（後の国王チャールズ2世）がスコットランドに上陸してゴードン城で一夜を過ごしたとき、城は無人だったという。1651年1月1日にチャールズがスコットランド王チャールズ2世としてスクーン城で戴冠した後、同年3月5日にパースで議会が開会、ハントリー侯爵家の領地をルイスに返還する宣言が出されたが、王党派の戦況の悪化、特に同年9月のウスターの戦いでの敗戦により宣言は施行されず、結局ルイスは1653年に大陸ヨーロッパで死去した。ルイスの息子ジョージがハントリー侯爵位を継承したものの、わずか4歳であり、ゴードンが代わってハントリー侯爵に残された領地を管理することとなった。
1660年の王政復古の後、ジョージはハントリー侯爵家の領地を取り戻し、ゴードン自身は同年9月10日にスコットランド貴族であるストラサヴォンおよびグレンリヴェットのゴードン卿とアボイン伯爵に叙された。カトリック信者だったため、アボイン伯爵に叙された後も政界から締め出されており、代わりに領地管理に専念した。たとえば、アボイン伯爵は6年かけて1671年にアボイン城を再建した。
1675年11月にイングランドで初代ローダーデイル公爵ジョン・メイトランドを支持し、その見返りとして1676年2月7日にスコットランド枢密院の枢密顧問官に任命され、同日に枢密顧問官の就任宣誓を行った。以降1679年まで枢密院の会議に出席したが、1680年1月以降は出席しなくなった。
1681年3月に死去、息子チャールズが爵位を継承した。

## 家族
1人目の妻はマーガレット・アーバイン（Margaret Irvine、1662年12月没、アレクサンダー・アーバインの娘）で、2人は1女をもうけた。
- アン（1665年6月17日以降没）

1665年8月28日、エリザベス・ライアン（Elizabeth Lyon、第2代キングホーン伯爵ジョン・ライアンの娘）と再婚、3男1女をもうけた。
- チャールズ（1702年没） - 第2代アボイン伯爵
- ジョージ
- ジョン（1762年7月22日没）
- エリザベス（1698年以降没） - 第2代クロマーティ伯爵ジョン・マッケンジーと結婚